# 步长制药
步长制药（上交所：603858）是注册于中国山东菏泽的上交所制药类上市公司，其前身为1993年成立的咸阳步长制药有限公司。

## 历史背景
步长集团由赵步长创办，集团因创始人名字得名，赵步长1942年出生于陕西长安县终南山引镇张寨沟，1958年被保送上西安医学院（现西安交通大学医学院），1963年毕业后在咸阳核工业部215医院行医，1973年加入中国共产党。后育有两子两女，次子赵超任步长制药总裁，赵步长女儿赵骅任采购副总裁，小女儿赵菁任公司副董事长和丹红制药董事长。1997年5月，赵步长出资1亿元于咸阳市建立陕西国际商贸学院（经教育部批准的全日制普通本科高校，前身为陕西国际商贸专修学院），承诺包分配毕业后学生可以直接进入步长制药公司工作，赵超任校董事长。
赵涛为赵步长的长子，现任步长制药董事长，西安医科大学学士，美国福坦莫大学工商管理硕士，北京大学国际EMBA，目前为新加坡国籍。1993年8月，赵涛从新加坡汇款40万美元给其父，回国和赵步长一起注册咸阳步长制药有限公司（外资），即步长制药集团前身。公司刚成立时仅有十个人：赵步长夫妻、两个儿子、儿媳、两个女儿、女婿。1994年，步长制药的首款产品“步长脑心通胶囊”进入市场，上市第一年便获利500万元人民币，2015年销售额超过28.6亿元，与地奥心血康、天士力复方丹参滴丸并为中国大陆市场心脑血管中成药的三大主流品牌。
1995年，步长制药采用区域广告模式做广告宣传，是中国第一个做处方药广告的企业。通过医院、药店和卫视频道的推广，步长制药的销售业绩出现翻倍态势。有媒体称，咸阳步长制药自1997年起连续6年为陕西省纳税额最多的民营企业，2002年排在中国非上市民营企业营业收入增速榜第六位，2002年公司营业收入超过10亿人民币，其中脑心通销售额为6亿元。
2001年，步长制药收购山东菏泽恩奇制药公司，自此该公司大规模发展，该公司于2004年1月更名为“山东步长制药有限公司”，2012年股份制改革，作为步长制药的上市主体。2009年起，步长制药相继收购了山东丹红制药、保定天浩制药等十多家公司的控股权。2016年7月，步长制药通过中国证监会发审会IPO审核，同年11月18日上市。
赵步长、赵涛父子为2016年胡润百富榜“陕西首富”，身家320亿人民币。
步长制药上市后，公司业绩出现下滑。2017年净利润低于2015年净利润的一半。步长制药先后入股快方科技、朝阳银行、广州巴斯德。2019年初，公司又收购了重庆医济堂、汉通生物各80%股权。然而这笔交易因溢价高而受到媒体质疑。上市一年内，公司股价跌破发行价。2018年底，步长制药承诺用20亿元人民币回购公司股权，以稳定股价。然而，这一承诺并未兑现。
2019年5月12日，由於公司涉嫌銷售佔比過高、研发支出過低、行賄、公司主營產品中藥注射劑不良反應以及斯坦福大学招生舞弊行贿等一系列爭議，上海證券交易所向其發函《关于对山东步长制药股份有限公司2018年年度报告的事后审核问询函》，要求步長製藥就銷售費用、行業政策等13件事項進行說明。

## 集团产品
步长制药拥有约60个专利产品，还有近180项在研产品，覆盖心脑血管、妇科、糖尿病、恶性肿瘤、消化和呼吸系统等大病种治疗领域，核心产品为脑心通胶囊、稳心颗粒和丹红注射液。其中步长脑心通胶囊由集团创始人赵步长教授在其“脑心同治”理论基础上发明，适应症：益气活血、化瘀通络，用于治疗脑卒中和冠心病清除血栓，为纯中药制剂，处方由：黄芪、赤芍、丹参、当归、川芎、桃仁、红花、乳香（制）、没药（制）、鸡血藤、牛膝、桂枝、桑枝、地龙、全蝎、水蛭配制。

## 争议

### 向有關官員贿赂
原国家食品药品监督管理局局长郑筱萸曾为咸阳步长制药有限公司申报其生产的“脑心通胶囊”从地方标准升为国家标准获得批准提供帮助，为此郑筱萸于2002年下半年收受该公司创始人赵步长给予的贿赂金1万元美元（折合当时人民币8.277万元）。2007年6月，北京市高级人民法院终审维持对郑筱萸的死刑判决；同年7月，郑筱萸被处决。
另有媒体整理中国裁判文书网资料，步长制药自2015年起卷入多起行贿案件，公司销售人员为开拓市场向药品采购人员违法发放回扣。据步长制药2018年年报，公司全年营业收入136.7亿元人民币，销售费用80.36亿元，销售费用高昂，远超出同业平均值18.75亿元。销售费用主要是市场、学术推广费即咨询费，数额为74.86亿元;通常占比重较大的渠道及宣传费则只有1.77亿元。公司未透露销售费用的具体去向，有媒体怀疑含有灰色支出。

### 涉贿赂美國大學錄取人員
赵涛女儿赵雨思（Yusi Molly Zhao）曾在斗鱼网的一次直播中自述有4个兄弟姐妹，高中于英国惠灵顿学院就读，关于英国大学赵雨思强调“我不是说读剑桥或者牛津大学的人没有个性，是学习机器，但美国大学更看重这一点”。赵雨思在视频中表示“考上斯坦福不是梦”并称自己是一名“普通女孩”也是当年“美国高考状元”（其说法来源于斯坦福大学“录取率都低于号称第一的哈佛”，赵雨思ACT高考成绩33分，托福111分），喜欢弹钢琴、哼小曲，喜欢骑马。赵家花费650万美金（约合4377万人民币）使其2017年入学美国斯坦福大学主修东亚研究专业，2019年4月份赵雨思已被斯坦福大学开除，中介和收到辛格基金会50万美元斯坦福大学的前帆船教练约翰·范德莫尔（John Vandemoer）已被逮捕。据《洛杉矶时报》《每日邮报》及斯坦福大学报纸《斯坦福日报》等媒体的报道，涉案家长贿赂的金额大都仅在20—40万美元之间。
对此步长制药副总裁蒲晓平表示步长制药“是一家正常经营的公司，大股东和我们关联性不是很强的，上交所还没有问询我们，一切以公告为准。”赵雨思母亲回应“自己受人误导”向中间人威廉·辛格的基金会捐款650万美元，赵父步长制药董事长发表声明称赵雨思“留学资金来源与步长制药无关”。受此影响，步长制药股票于5月6日开盘时跌停。步长制药在5月12日收到上交所问询函，问询函包括五个方面：行业政策的影响、中药注射剂产销和收入的变化情况、医保受限和重点监控情况、中药注射剂相关的疗效、提示必要的风险。

### 药品质量丑闻
步长制药生产的产品曾多次因质量问题被曝光。2003年、2004年，保定步长制药有限公司生产的参芍胶囊因“装量差异”不合格，两次登上江苏省药品质量不合格黑榜；2009年湖南药监部门公布的首期药品质量公告显示，保定步长生产的批号为071202的消石利胆胶囊被查出“药品成分含量不符合国家药品标准规定”。2010年，在四川第一期药品质量抽检中，山东步长制药的复方丹参片被检出不合格，不合格项目为“异性有机物和三七茎叶皂苷”；2011年，山东步长神州制药有限公司生产的康妇炎胶囊在浙江药监局的抽检中被检测出菌落总数不合格。2017年河南省获嘉县一居民投诉称，其购买的步长脑心通胶囊发现类似毛发的不明物质，向当地食药监部门投诉，后致电步长制药客服电话均无果。对此步长制药工作人员表示，脑心通胶囊主要工艺是挑拣以后进行“全生粉粉碎”，混合以后装入胶囊，过程相对比较简单。但在灌装过程中，药材可能带入一些异物，生产过程也在极力控制这些事情，但是难免会在药材里带进去这些异物，该公司同时表示愿意赔偿药品。另外，步长制药旗下的丹红注射液因频发严重不良反应，被各地药监部门26次预警列入重点监控药品名录，甚至随时会面临停用的风险。

## 参看
- 2019年美国大学录取贿赂丑闻

## 備註
1. ↑  《商界》报道《步长集团董事长赵步长：打造百年医药帝国梦》称，咸阳步长制药1994年销售额为500万元人民币，1995年升至5000万元，1996年增至5亿元。2002年的销售额超过10亿，其中脑心通销售额为6亿元。[7]